# Monument a les víctimes del creuer Baleares
El Monument a les víctimes del creuer Baleares és un monument amb forma de far, situat en el Parc de la Feixina de Palma (Mallorca). És obra dels arquitectes Francesc Roca i Antoni Roca (pare i fill respectivament) i de l'escultor Josep Ortells.
Fou inaugurat el 16 de maig de 1947 en memòria dels 788 tripulants del Creuer Baleares ofegats en el naufragi del vaixell durant la Guerra Civil espanyola. El monument contenia una estètica i missatge de clar enaltiment del règim franquista, el totalitarisme i el feixisme fins 2010, quan fou reformat per adaptar-lo a la Llei de Memòria Històrica i convertir-lo en un monument a la reconciliació.

## Història

### Antecedents

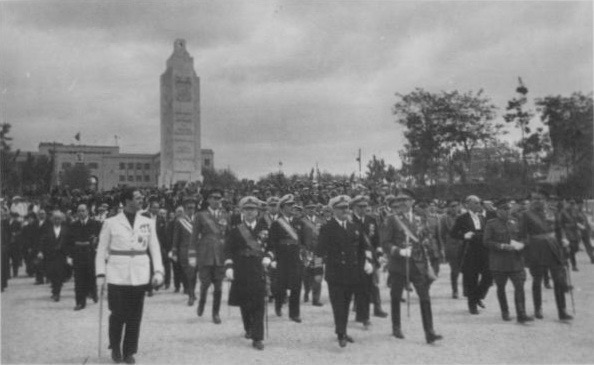
Inauguració del monument en presència del dictador Francisco Franco (16 maig 1947)

Durant la Guerra Civil, la nit del 5 al 6 de març de 1938 el creuer Baleares, creuer pesat del bàndol franquista, participava en la protecció d'un comboi procedent d'Itàlia. La flota va trobar-se amb l'Armada Republicana i es produí un enfrontament (avui conegut com la batalla del Cap de Palos), durant el qual la flota republicana (possiblement el destructor Lepanto) va torpedinar el Baleares i va provocar l'enfonsament. Els destructors anglesos HMS Boreas i HMS Kempenfelt van acudir per auxiliar els naufragats i van poder rescatar 435 mariners; la resta de la tripulació va morir ofegada o metrallada per l'aviació republicana mentre intentaven salvar-se, fins un total de 788 tripulants. Entre ells, nou fletxes navals de Palma.

### Subscripció popular
Pocs dies després de l'enfonsament, el diari local Última Hora va promoure la construcció d'un monument commemoratiu a les víctimes i va impulsar una subscripció popular. Hi van arribar donacions de tot tipus (més o menys voluntàries), per reunir les 98.000 pessetes que costaria erigir el monument. Es va organitzar un concurs de projectes, exposats des del 20 de juliol de 1939 en el menjador d'Auxili Social situat en el  passeig del Born (llavors rebatejat com paseo del General Franco) al costat del Cinema Born. Es van presentar catorze projectes, sense especificar-ne l'autoria: Flechas hacia los luceros, Heroico, Dios y Patria, Helmántica, Inmortalidad, Sacrificio, Virtud, Mediterráneo, Plus Ultra, Por Dios y por la Patria (1), Por Dios y por la Patria (2), Patria, Lucero i Sobre los luceros. El 28 de juliol s'anunciava el projecte guanyador: Inmortalidad, que seria el que finalment es duria a terme i el mes següent es va designar l'emplaçament: el glacis del Parc de la Feixina, a Palma.

### Construcció
Tot i que no s'havia completat el pressupost de construcció, les obres van començar cap a octubre de 1939 després d'haver habilitat l'espai necessari en el Parc. Inicialment sota la direcció dels autors del projecte, els arquitectes Francesc i Antoni Roca (pare i fill respectivament), però la mort de Francesc Roca el 1940 deixaria la direcció i els detalls en Antoni Roca. A finals de 1940 el monument estava molt avançat, però les obres es van interrompre al no haver-se completat el pressupost previst, el que va obligava a fer successives campanyes per poder completar-ne les despeses. A mitjan 1942 van quedar enllestides les obres de reurbanització del Parc de la Feixina per acollir-lo, però les obres del monument seguirien aturades durant anys. Només s'havien recaptat 65.000 de les 98.000 pessetes previstes i la part escultòrica que mancava s'enduia bona part del pressupost pendent, ja que es preveia en bronze. El 1946 una donació del governador civil va permetre completar les obres, però fent el grup escultòric en pedra en lloc de bronze inicial.

### Inauguració

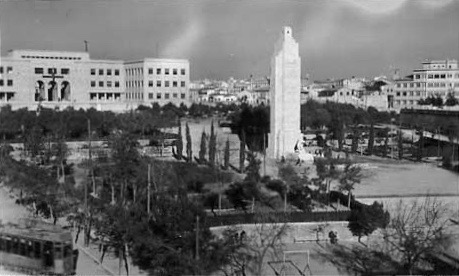
Vista del Parc de la Feixina i el monument, cap a 1950

El monument fou inaugurat el 16 de maig de 1947, aprofitant la visita oficial a Mallorca del general Francisco Franco. Entre altres actes celebrats a l'illa amb aquest motiu es va celebrar una solemne cerimònia per inaugurar-lo, dedicat segons la retòrica del moment «a los gloriosos caídos del crucero Baleares».

### Transició i democràcia
Després de la seva construcció el monument romandria sense canvis durant tot el període de la Dictadura franquista. A partir de la transició a la democràcia i degut a la càrrega ideològica que contenia va patir atacs periòdicament (especialment el grup escultòric) i es va convertir en lloc de reunió habitual de grupúsculs ultradretans i nostàlgics del règim franquista, especialment per commemorar l'aniversari de la mort del dictador Franco. En qualsevol cas, durant el període democràtic i fins ben entrat el segle xxi el monument va patir una degradació progressiva que va obligar a retirar l'escultura del mariner a causa del seu mal estat.

### Adaptació a la Llei de Memòria Històrica

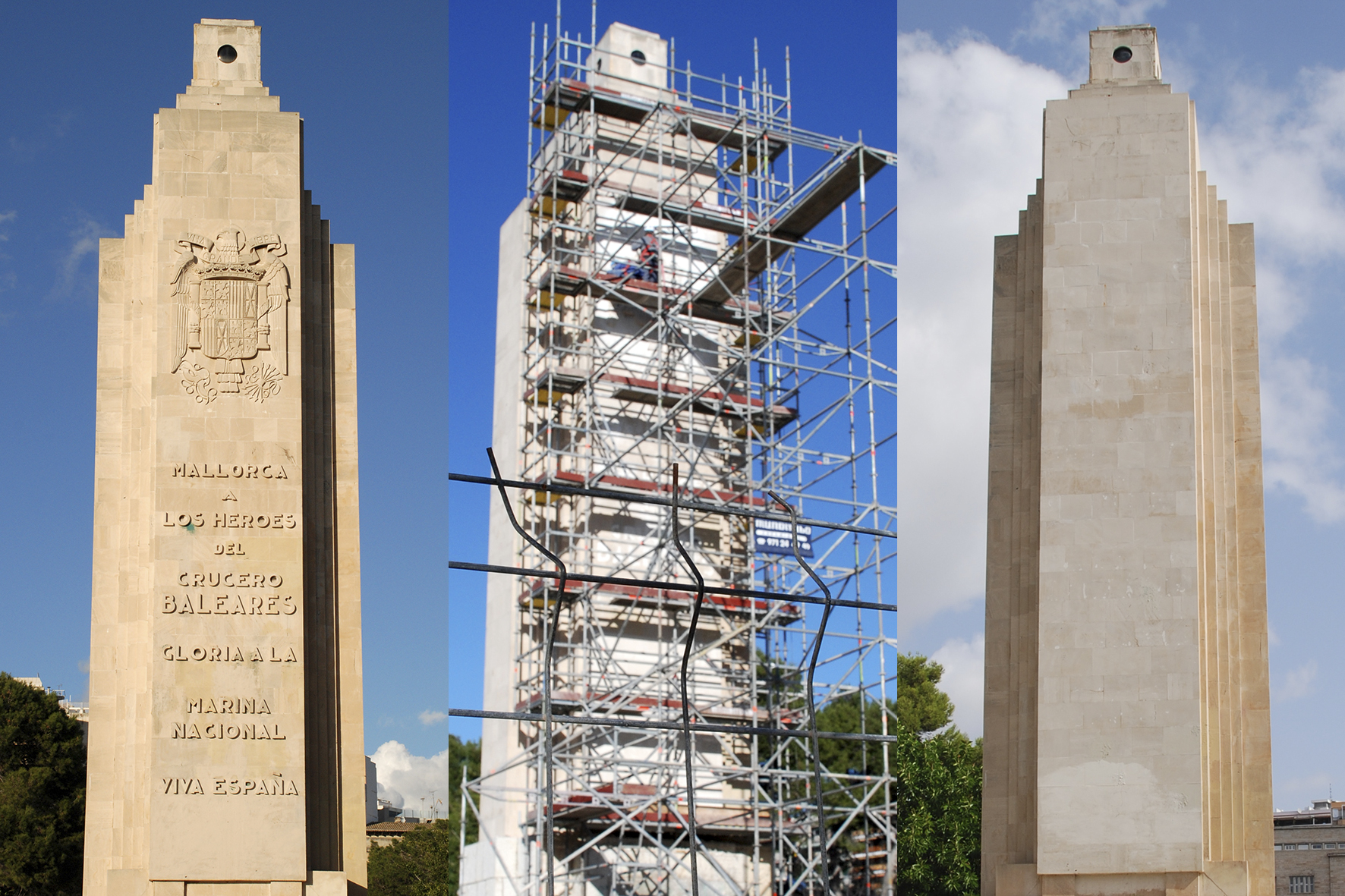
Procés de resignificació del monument (2010)

Després de l'aprovació de la Llei de Memòria Històrica a Espanya a finals de 2007, l'Ajuntament de Palma, presidit per la socialista Aina Calvo (PSIB), va abordar la seva aplicació en aquells casos en què fos necessari. Un dels més rellevants va ser el monument, el que va obrir un intens debat públic dividit en dues opcions: descontextualitzar el monument o enderrocar-lo. Finalment, el 31 de gener de 2010 l'Ajuntament va aprovar la descontextualització per unanimitat de tots els grups polítics i es varen eliminar aquells elements considerats d'enaltiment del franquisme, el totalitarisme i el feixisme, i que fos «símbol de la voluntat democràtica de no oblidar mai els horrors de les guerres i les dictadures».

### Debats posteriors
A partir de 2015, amb el retorn d'un govern d'esquerres a la ciutat, la supervivència del monument va tornar a ser objecte de debat amb la consegüent participació d'entitats i especialistes, uns partidaris de la conservació i altres de la demolició. El 2017 l'Ajuntament de Palma va iniciar els tràmits per enderrocar el monument, però el procés va quedar aturat en els tribunals al·legant deficiències en la tramitació com a Bé Catalogat on fou desestimada la catalogació. D'altra banda, arran l'aprovació de la Llei 2/2018, de 13 d’abril, de memòria i reconeixement democràtics de les Illes Balears (BOIB núm. 48, de 18 d'abril de 2018) es va crear una Comissió Tècnica de Memòria i Reconeixement Democràtics de les Illes Balears que va elaborar un cens d'elements susceptibles de ser retirats o eliminats, entre els quals es trobava el monument.

### Catalogació
El 2020 els tribunals van sentenciar que el Consell de Mallorca havia de considerar el monument com a Bé Catalogat, el que va impedir la demolició. Finalment, el 26 de setembre de 2023 el Consell de Mallorca aprovava la catalogació definitiva del monument i, per tant, n'evitava la demolició.

## Descripció

### Ubicació i voltants

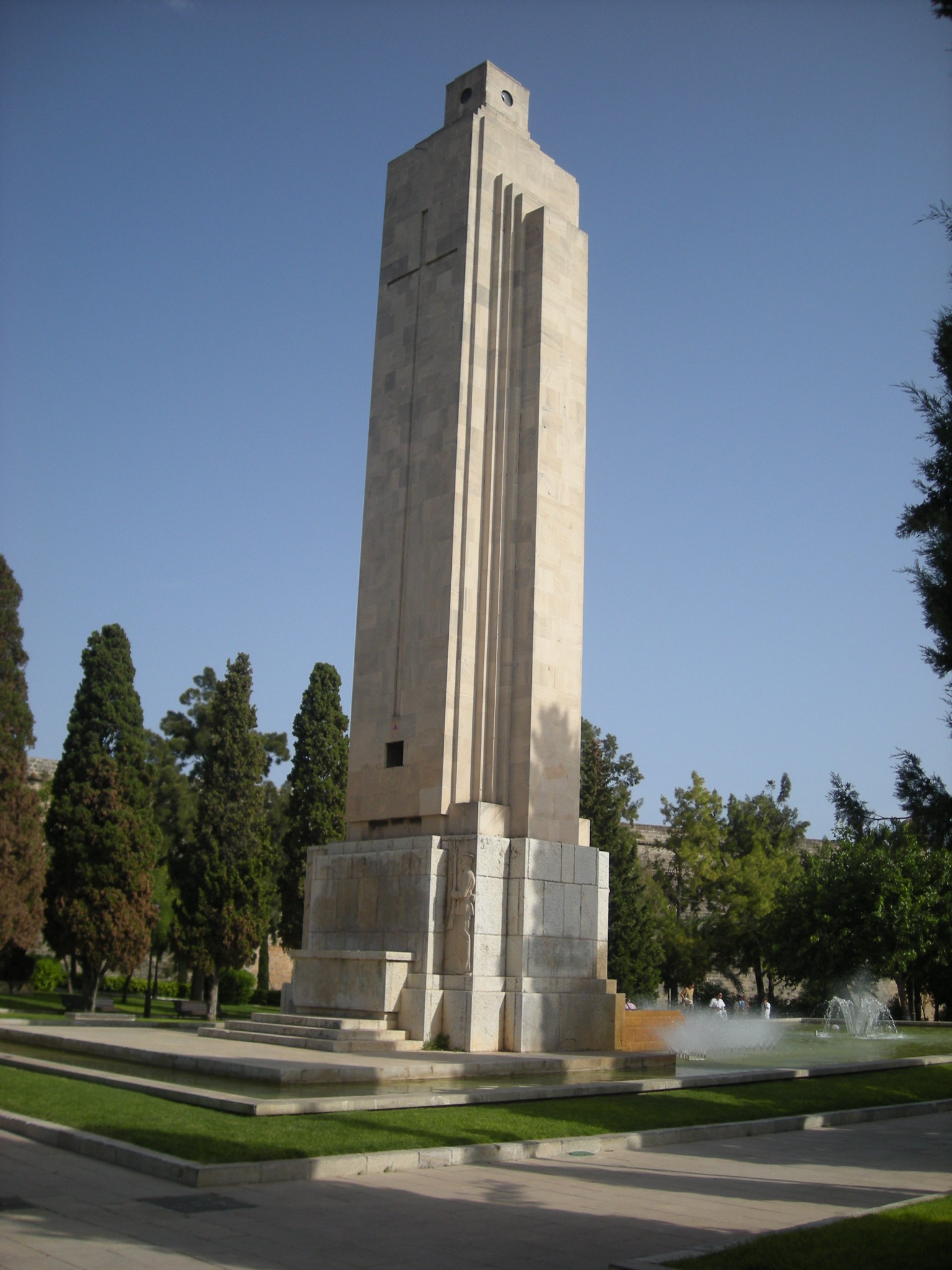
Vista lateral

El monument se situa al centre de l'actual Parc de la Feixina, enmig d'un estany artificial de forma allargada que de manera intermitent travessa els tres nivells del Parc. Tot el complex (monument i estany) abasta una superfície total de 400 metres quadrats, distribuïts en tres nivells d'alçada, els mateixos corresponents al Parc. Tot el complex del monument ocupa la franja central del Parc i el travessa longitudinalment. Sembla que tant la ubicació com l'estany que l'envolta no estaven previst en el projecte original, sinó que va ser una concessió municipal per complementar el monument i donar relleu a la seva presència.

### Estil
Atesa la simplicitat formal i la manca casi total d'ornamentació no és fàcil ubicar-lo en un estil definit. Conté elements propis tant de l'estètica Art déco i el Racionalisme, així com del Classicisme despullat o Neoclassicisme.

### La columna
L'element principal del monument és una voluminosa columna poligonal amb planta de creu grega, construïda en pedra de marès i de 22 metres d'alçària, la qual representa un far marítim. Els quatre braços del far tenen una longitud similar, però dos d'ells (nord i sud) tenen una amplada major que els altres (est i oest). Els costats principals són el sud, encarat cap a la mar, i el nord, encarat a l'actual CEIP Rei Jaume I. El costat sud era el més important i allà fou gravada la inscripció commemorativa, avui esborrada. El costat nord té gravada una senzilla creu catòlica i a la base disposa d'un altar per a la celebració de misses en campanya. Ubicat al centre del Parc de la Feixina, la columna és el component més visible del monument.

### Escultures, gravats i inscripcions

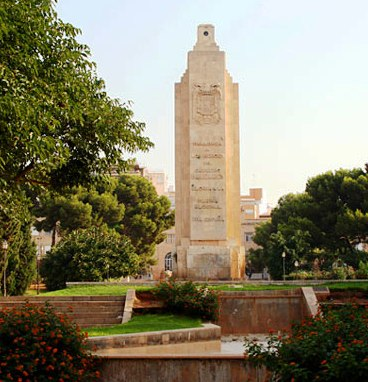
Vista frontal amb inscripció original

Davant el costat sud hi ha una plataforma sobre la qual hi havia l'escultura commemorativa que representava un mariner moribund recolzat en una àncora amb el braç en alt. Inicialment prevista en bronze, per manca de pressupost fou bastida en pedra. A la base dels costats nord i sud hi ha els relleus d'uns mariners en posició de presentar armes. En el costat sud del far es podia veure un enorme escut franquista en la qual es llegia la inscripció següent:
| « | MALLORCA A LOS HEROES DEL CRUCERO BALEARES. GLORIA A LA MARINA NACIONAL. VIVA ESPAÑA | » |

Aquestes van ser les aportacions de l'escultor Josep Ortells al projecte. Actualment, a excepció dels relleus dels mariners, la resta ha desaparegut en compliment de la Llei de Memòria Històrica i es va afegir una tanca metàl·lica que envolta el monument, amb la inscripció següent en cinc idiomes (català, castellà, anglès, alemany i francès):
| « | Aquest monument va ser erigit l'any 1948 en record de les víctimes de l'enfonsament del creuer Baleares, durant la Guerra Civil (1936-1939). Avui és per a la ciutat símbol de la voluntat democràtica de no oblidar mai els horrors de les guerres i les dictadures. Palma 2010 | » |

### Far i il·luminació nocturna

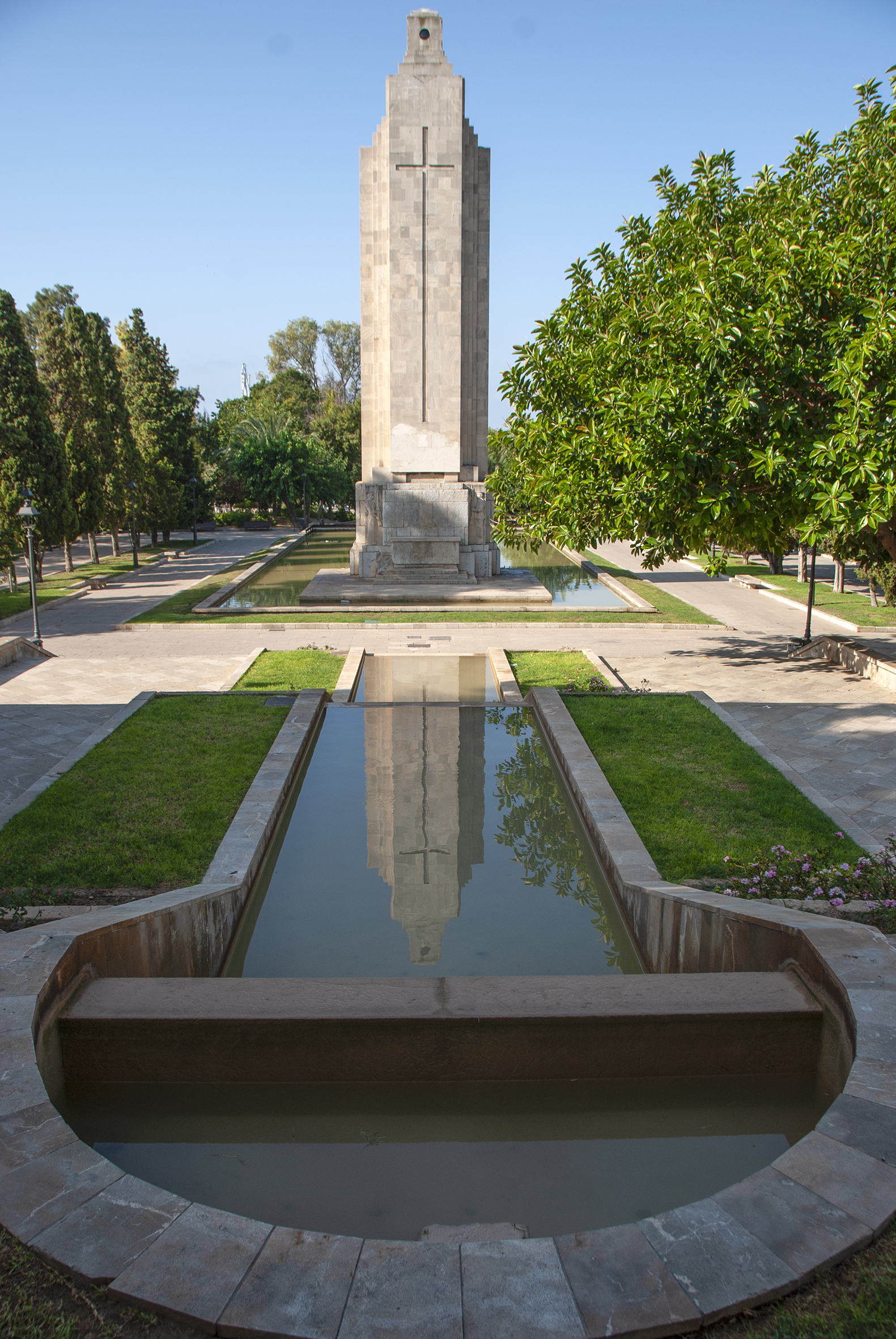
Vista trasera actual (2017)

Dalt del monument es troba la cúpula, també quadrangular, amb un far estàtic de cinc lents: quatre per costat i una superior. Quan fou inaugurat, la lluminària funcionava quan es feia fosc i il·luminava els voltants amb llampades de llum, com si fes la funció d'un far real. El llum va deixar de funcionar en data indeterminada, per motius desconeguts.